# سكيل.
سكيل (البندقية: [ساتيل , ساساتيل] ؛ ليفنتينا: ساكل ؛ الفريولية الغربية: سكيل) هي مدينة وبلدة في مقاطعة بوردينوني ، في منطقة فريولي فينيسيا جوليا شمالي شرق إيطاليا. وهي معروفة باسم «حديقة سيرينيسيما» نسبة إلى القصور العديدة التي شُيدت على طول نهر ليفينزا لنبلاء جمهورية البندقية.

## الجغرافيا
يقع المركز التاريخي على جزيرتين في نهر ليفينزا . ليس من المؤكد هل هذه الجزر طبيعية أم من صنع الإنسان.

## التاريخ
تطورت سكيل في القرن السابع كنقطة قوية على الطريق من فينيتو إلى فريولي . تم بناء كاتدرائية وقلعة على أكبر الجزر ، بينما كانت الأصغر تضم الميناء والمنطقة التجارية.
أصبحت المدينة جزءًا من دولة فريولي البطريركية عند إنشائها عام 1077 ؛ في عام 1190 منحها البطريرك حقوق المدينة . كانت ساكيل أول مدينة في فريولي ذات قانون طائفي. حوصرت المدينة عدة مرات من قبل قوات فينيزيا وتريفيزو .
في عام 1420 ضمت جمهورية البندقية سكيل ، إلى جانب بقية فريولي. وفي ظل حكم البندقية توسعت التجارة النهرية ووقام العديد من العائلات النبيلة ببناء القصور على ضفاف نهر ليفينزا.
تسبب سقوط الجمهورية عام 1797 في أزمة اقتصادية في سكيل. وفي 16 أبريل 1809 ، هزم النمساويون القوات الفرنسية في معركة سكيل التي وقعت في قرية كامولي القريبة من سكيل. وفي عام 1815 ، وبموجب شروط مؤتمر فيينا ، أصبحت ساكيل جزءًا من مملكة لومباردي فينيسيا .
أدى ظهور السكة الحديد في عام 1855 إلى تحقيق الكثير لاستعادة الوضع الاقتصادي لمدينة ساسيل. في عام 1866 ضمت مملكة إيطاليا ساسيل وشهدت بدايات النشاط الصناعي.
خلال الحربين العالميتين الأولى والثانية تعرضت المدينة للقصف المدفعي بشكل متكرر بسبب الأهمية الإستراتيجية لخط سكة حديد البندقية - أوديني . تسبب زلزال 18 أكتوبر 1936 في أضرار جسيمة لمباني المدينة وأسوارها القديمة.

## الاقتصاد
كانت صناعة الطوب في سكيل من القرن الرابع عشر حتى عام 1957. أما في الوقت الحالي ، فإن النشاط الاقتصادي الرئيسي هناك هو الإدارة والخدمات ، على الرغم من أنها أيضًا موطن الشركة الرائدة في صناعة البيانو ، [./Https://en.wikipedia.org/wiki/Fazioli فازولي] .

## المدن التوأم
يوجد توأمة بين سكيل و:
- لاريول، فرنسا، منذ عام 2000
- جيوفاني فيل بيانا , اطاليا، منذ عام 2011
- نوفيجراد، كرواتيا، منذ عام 2015

## اشخاص
- ماسيمو بورغوبيلو
- فيروتشيو فورلانيتو
- إنريكو جاسباروتو
- لويجي جاسباروتو
- جيوفاني ميتشيليتو
- جوزيبي أنطونيو بوجاتي
- فاوستو روسي

## المواصلات
محطة سكة حديد ساسيل تقع على خط سكة حديد فينيسيا - أوديني المزدحمة. تعمل خدمات القطارات إلى فينيسيا وتريفيزو وأوديني وتريست وبادوا وفيرونا وميلانو وبولونيا وروما . تعمل الحافلات إلى بينزانو .